# 엔리케 델피노

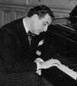

엔리케 델피노(Enrique Delfino, 1895년 11월 15일 ~ 1967년 1월 10일)는 지휘자·피아노 주자·작곡가이다. 델피노는 부에노스아이레스에서 태어나 어린 시절을 이탈리아에서 보냈으며 음악교육도 이탈리아식으로 받았다. 귀국 후 15세부터 피아니스트로서 데뷔하였다. 그러나 그는 피아니스트라기보다 작곡가로서 유명하다. 1912년에 처녀작 <엘 아파치에 오리엔탈>을 발표한 이후로 수많은 작품을 발표하였다. 그 가운데에서도 <레 파 시>, <미론기타>, <라코파 데 올비도> 등이 유명하다.